# عبد الواحد النخلي
عبد الواحد علي النخلي لاعب كرة قدم سعودي، يلعب في خط الوسط في نادي الجندل.

## مسيرة اللاعب
لعب في نادي الأنصار ونادي الخلود ونادي السد والنادي العربي ونادي البكيرية ونادي الجندل.